# Sundanesische Sprache
Sundanesisch (Basa Sunda) ist die Sprache von ca. 42 Millionen Menschen im westlichen Drittel der Insel Java. Dies entspricht etwa 15 % der Gesamtbevölkerung Indonesiens.

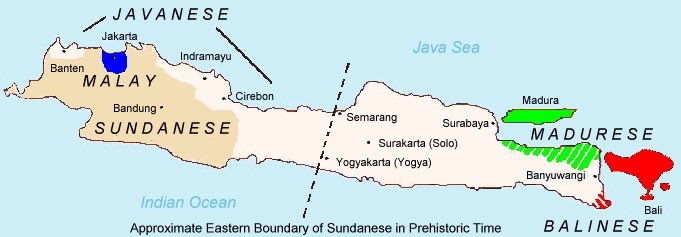
Verbreitung des Sundanesischen auf Java (braune Farbe)

Sie wird zur Gruppe der malayo-Polynesischen Sprachen, einer Untergruppe der austronesischen Sprachfamilie gerechnet und umfasst sämtliche Dialekte, die nach den Regionen ihrer Sprecher benannt sind:
- Banten,
- Bogor,
- Priangan und
- Cirebon.

Priangan, das in der gleichnamigen, größten Provinz Javas gesprochen wird, ist der Hauptdialekt des Sundanesischen und wird von der ersten bis zur neunten Schulstufe gelehrt. Heute verwendet die sundanesische Sprache das lateinische Alphabet.

## Phonetik
Das Sundanesische ist eine mit lateinischem Alphabet geschriebene, hoch phonetische Sprache, d. h. Aussprache und Orthographie sind stark korreliert. Es gibt fünf reine Vokale:
- a (wie in Schatten),
- é (wie in Bett)
- i (wie in Tisch),
- o (etwa wie das englische dawn)
- u (wie in Schluck),

und zwei neutrale Vokale:
- e (wie in Vater) und
- eu (wie im englischen low)

Es gibt hingegen keine Diphthonge. Die Konsonanten werden wie folgt wiedergegeben: p, b, t, d, k, g, c (sprich: tsch), j, h, ng (auch als Anlaut), ny (wie in Canyon), m, n, s (stimmlos), w, l, r (gerollt oder uvular) und y. Andere Konsonanten aus Lehnwörtern werden in Hauptkonsonanten umgewandelt: f → p, v → p, sy → s, sh → s, z → j, und ch (wie in Loch) → h.

## Schrift

Konsonanten der Aksara Sunda

Das Sundanesische wurde oder wird in sieben Schriften geschrieben. Heute wird neben der lateinischen Schrift das Aksara Sunda verwendet, das auf der Alt-Sundanesischen Schrift (Aksara Sunda Kuno) basiert. Historisch wurde auch eine Variante der arabischen Schrift, das Pegon, verwendet. Weiters kam u. a. auch die Nagari-Schrift zum Einsatz. Das Aksara Sunda ist seit 2008 (Version 5.1) im Unicodeblock Sundanesisch enthalten und wurde mit Version 6.1 Unicodeblock Sundanesisch, Ergänzung erweitert. Die sundanesische Wikipedia (und Wiktionary, Wikiquote) verwendet die lateinische Schrift.

## Sprachbeispiel
Allgemeine Erklärung der Menschenrechte, Artikel 1:
„Sakumna jalma gubrag ka alam dunya teh sifatna merdika jeung boga martabat katut hak-hak anu sarua. Maranehna dibere akal jeung hate nurani, campur-gaul jeung sasamana aya dina sumanget duduluran. “
(Alle Menschen sind frei und gleich an Würde und Rechten geboren. Sie sind mit Vernunft und Gewissen begabt und sollen einander im Geist der Brüderlichkeit begegnen.)